# Ruhr (Bienenkrankheit)
Die Ruhr ist eine nicht-ansteckende Durchfallerkrankung erwachsener Honigbienen, die vor allem am Ende des Winters und im Frühjahr auftritt. Betroffen sind ausschließlich die Winterbienen.

## Symptome
Die Ruhr zeigt sich in Unruhe im Volk und Ausfliegen bei ungünstigen Bedingungen. Der Hinterleib ist angeschwollen oder glasig, bei Druck spritzt aus ihm Kot. Breiig-flüssiger, gelblich-hellbrauner Kot klebt als „Ruhrschorf“ an Waben, Rähmchen, Flugloch und Bodenbrett. Auf letzterem sind auch tote Bienen zu finden.

## Ursachen
Die Kotblase der Winterbienen ist überlastet. Das kann durch verschiedene Ursachen entstehen. Häufig sind lange Kältephasen ohne die Möglichkeit zu Reinigungsflügen dafür verantwortlich, insbesondere wenn sie mit häufigen Wetterumschwüngen und starken Temperaturschwankungen einhergehen. Auch ungeeignetes Winterfutter, beispielsweise Honigtau, mangelhaft gereinigter Rohzucker, verdorbenes Futter oder Futter mit Zusätzen, kann die Verdauung der Bienen belasten. Störungen während der Winterruhe – verursacht durch den Imker oder durch Tiere – führen zudem zu einer erhöhten Futteraufnahme, was die Kotblase zusätzlich füllt. Weitere Auslöser sind Weisellosigkeit sowie verstopfte oder verschneite Fluglöcher, die einen Luftmangel hervorrufen. Ebenso kann das Reizfüttern mit frühzeitiger Aufnahme von Pollen die Situation verschlimmern. Nicht selten tritt die Überlastung der Kotblase außerdem in Kombination mit Erkrankungen wie Nosemose oder Amöbenruhr auf. Letztere ist eine durch Amöben verursachte Form der Ruhr und für andere Bienen ansteckend.

## Behandlung und Vorbeugung

### Behandlung
Zur Unterstützung der Bienenvölker kann die Gabe leicht angewärmter Zuckerwasserlösungen im Verhältnis 1 : 1 sowie weicher Futterteig erfolgen. Außerdem sollten tote Bienen entfernt und die Kastenfront sowie alle verschmutzten Teile gründlich gereinigt werden. Verkotete Waben sind einzuschmelzen, schwache Völker sollten eingeengt und sehr schwache Völker gegebenenfalls getötet werden. Nach dem Reinigungsflug empfiehlt es sich, die Bienen in eine saubere Beute umzusetzen.

### Vorbeugung
Für eine erfolgreiche Überwinterung der Bienenvölker ist es wichtig, starke Völker einzuwintern und ihnen rechtzeitig sowie in ausreichender Menge Futter zu geben. Dabei sollte ausschließlich geeignetes Winterfutter verwendet und ungeeignetes Futter, wie etwa Waldhonig oder Melezitose, entfernt werden. Während der Winterruhe gilt es, Störungen zu vermeiden und winterfeste Beuten einzusetzen. Außerdem sollte auf ein vorzeitiges Reizfüttern verzichtet werden.

## Historische Anmerkung
Der deutsche Imker Heinrich Freudenstein (1863–1935) erkannte bereits, dass Honigtau als Wintervorrat die Ruhr begünstigte. Durch die Umstellung auf Zuckerfütterung im Spätherbst kam es zu einem drastischen Rückgang der Krankheit.